# Episodi di iCarly (quarta stagione)
La quarta stagione della serie televisiva iCarly è stata trasmessa negli Stati Uniti dal 30 luglio 2010 all'11 giugno 2011.
In Italia viene trasmessa su Nickelodeon dal 3 giugno 2011 fino al 14 febbraio 2012. In seguito è andata in onda in chiaro su Boing dal 10 maggio 2013.
A partire da questa stagione Gibby Gibson, interpretato da Noah Munck, viene accreditato come personaggio principale e compare nei titoli della sigla iniziale.
| n         | n  | Titolo originale       | Titolo italiano              | Prima TV USA      | Prima TV Italia  |
| --------- | -- | ---------------------- | ---------------------------- | ----------------- | ---------------- |
| 1         | 1  | iGot A Hot Room        | Compleanno di fuoco          | 30 luglio 2010    | 3 giugno 2011    |
| 2         | 2  | iSam's Mom             | Un rapporto difficile        | 11 settembre 2010 | 6 gennaio 2012   |
| 3         | 3  | iGet Pranky            | Il re degli scherzi          | 25 settembre 2010 | 7 gennaio 2012   |
| 4         | 4  | iSell Penny Tees       | Le magliette di iCarly       | 2 ottobre 2010    | 7 gennaio 2012   |
| 5         | 5  | iDo                    | Il matrimonio                | 11 ottobre 2010   | 7 gennaio 2012   |
| 6         | 6  | iStart a Fan War       | La battaglia dei fan         | 19 novembre 2010  | 10 giugno 2011   |
| 7         |    | iStart a Fan War       | La battaglia dei fan         | 19 novembre 2010  | 10 giugno 2011   |
| 8         | 8  | iHire An Idiot         | Due collaboratori disastrosi | 12 febbraio 2011  | 8 gennaio 2012   |
| 9         | 9  | iPity The Nevel        | Il ritorno di Nevel          | 19 marzo 2011     | 8 gennaio 2012   |
| 10        | 10 | iOMG                   | Oh cavoli!                   | 9 aprile 2011     | 14 febbraio 2012 |
| Crossover | 11 | iParty with Victorious | iParty con Victorious        | 11 giugno 2011    | 29 ottobre 2011  |
| Crossover | 12 | iParty with Victorious | iParty con Victorious        | 11 giugno 2011    | 29 ottobre 2011  |
| Crossover | 13 | iParty with Victorious | iParty con Victorious        | 11 giugno 2011    | 29 ottobre 2011  |

## Compleanno di fuoco
- Titolo originale: iGot a Hot Room
- Diretto da:Jace Norman
- Scritto da:Dan Schneider

### Trama
Spencer cerca di dare a Carly la sua miglior festa di compleanno, dato che l'anno precedente l'ha rovinata. Così Spencer regala a Carly una lampada Gummy Bear (fatta da lui). Tutto va male dopo che la lampada si incendia e distrugge la camera di Carly. Spencer scopre poi che nel incendio hanno perso l'orologio della bisnonna che valeva 82000 dollari. Convince così Carly a trovare lavoro al Groovy Smothie mentre lui, Sam Freddie Gibby e altri aiutanti le ricostruiscono la camera a sorpresa.

## Un rapporto difficile
- Titolo originale: iSam's Mom
- Diretto da: Adam Weissman
- Scritto da: Jake Farrow

### Trama
Sam va a vivere da Spencer e Carly dopo aver litigato per l'ennesima volta con la madre. Nel frattempo Freddie, registra per sbaglio un furto avvenuto al Groovy Smoothie e viene inseguito dal criminale, assume quindi una guardia del corpo per essere protetto e anche Freddie e la signora Benson vanno a vivere da Carly. Sam e Pam (sua madre) fanno pace dopo essere state chiuse in un ripostiglio da un terapeuta assunto da Carly in cui, per sbaglio, finisce chiusa anche lei.
- Special guest star: Jane Lynch

## Il re degli scherzi
- Titolo originale: iGet Pranky
- Diretto da: Adam Weissman
- Scritto da: Arthur Gradstein

### Trama
Dopo che Carly recluta Spencer per aiutarla a fare uno scherzo a Sam e Freddie, Spencer non riesce più a smettere di fare scherzi. La parte peggiore è che non ha imparato la lezione da un'esperienza traumatica (aveva lanciato dell'aglio in polvere sulle facce di alcuni ragazzi) quando era al liceo, 14 anni prima. Alla fine Carly invita gli ex compagni di liceo di Spencer a casa loro, per provare a parlargli, ma invece quando Carly va a prendere la telecamera così quando Spencer vorrà fare ancora scherzi Carly gli farà vedere il video e Spencer si ricorderà tutto e non farà di nuovo scherzi finiscono per picchiarlo. Spencer impara la lezione e promette di non fare più scherzi.
- Nota: in questo episodio Sam ammette di avere una cotta per Spencer. Tuttavia, nel finale di stagione Oh cavoli! rivela di essere innamorata di Freddie.
- Guest star: BooG!e (T-Bo), Eric Kambestad (Spencer da adolescente)

## Le magliette di iCarly
- Titolo originale: iSell Penny Tees
- Diretto da: Russ Reinsel
- Scritto da: Matt Fleckenstein

### Trama
Sam, Carly e Freddie si accorgono che vendere le penny maglie è un successo e decidono di farne un'attività. Sam ingaggia dei bambini di quarta elementare per produrre le magliette, ma Carly e Freddie credono che Sam li faccia lavorare troppo e che invece i bambini abbiano bisogno di divertirsi e di fare più pause, così Sam si prende metà dei bambini e Carly e Freddie l'altra metà. Quando però riescono a produrre solo sei magliette in un giorno chiudono l'attività. Alla fine decidono di dare una seconda opportunità ai bambini, ma si accorgono che i piccoli hanno aperto un'attività tutta loro. Intanto Spencer esce con una ragazza del Uzbekistan che non parla la sua lingua e i due non si capiscono ma Spencer pensa che ci sia comprensione reciproca.

## Il matrimonio
Titolo originale: iDo
- Diretto da: Steve Hoefer
- Scritto da: Jake Farrow

### Trama
Carly, Sam, Freddie e Spencer vengono invitati al matrimonio di una coppia che vuole disperatamente sposarsi. La situazione si complica quando la sposa non si vuole sposare perché si è innamorata di Spencer. Carly canta una canzone per la sposa scritta dallo sposo, che fa cambiare idea alla sposa e il matrimonio si celebra.
- Nota: in questo episodio Miranda Cosgrove canta una sua canzone (SHAKESPEARE)

## La battaglia dei fan
- Titolo originale: iStart A Fan War
- Diretto da: Steve Hoefer
- Scritto da: Dan Schneider

### Trama
Carly, Sam e Freddie vanno al Webicon, una fiera per gli amanti di Internet, per incontrare i loro Fan. Purtroppo arrivati lì scoppia una guerra tra i fan di CREDDIE (Carly e Freddie) e i fan di SEDDIE (Sam e Freddie) perché hanno saputo che Carly e Freddie sono stati insieme e i fan di Seddie erano dispiaciuti, Adam il fidanzato di Carly va via e Carly cerca di dire ai fan che non è vero. Carly, Sam e Freddie, non riuscendo a spiegare ai fan che non c'era niente ci rinunciano e se ne vanno. Nel frattempo Spencer lotta con un fan fanatico dei guerrieri, almeno quanto lui, mentre Gibby sta in macchina con Guppy e con suo nonno, perdendo tempo perché il nonno vuole della zuppa non sapendo che lo stava chiedendo all'Inside Out Burger.
- Special guest star: Jack Black

## Due collaboratori disastrosi
- Titolo originale: iHire An Idiot
- Diretto da: Clayton Boen
- Scritto da: Arthur Gradstein

### Trama
Il trio di iCarly decide di ingaggiare qualcuno che aiuti Freddie con la regia e iniziano a fare delle audizioni. All'inizio vogliono assumere un ragazzo biondo, bravo nella parte tecnica, ottimo ma Carly e Sam vogliono assumere un ragazzo di nome Cort, che è un idiota, solo perché è molto bello. Freddie allora assume una ragazza molto stupida e molto bella di nome Ashley e accetta di licenziarla solo se Carly e Sam licenziano Cort. Alla fine le due ragazze saranno costrette a licenziare Cort e si scoprirà che Ashley non era affatto stupida ma era un'attrice ingaggiata da Freddie per far licenziare Cort. Alla fine Cort da la sua maglietta a Sam e se ne va nell'ascensore. Intanto, Spencer cerca di portare una sua scultura al museo d'arte di Seattle.

## Il ritorno di Nevel
Titolo originale: iPity The Nevel
- Diretto da: Russ Reinsel
- Scritto da: Matt Fleckenstein

### Trama
Carly, Sam e Freddie aiutano Nevel, il loro acerrimo nemico, a riguadagnare popolarità perché è stato postato su Internet un video di lui che fa piangere Molly, una bambina; e quindi Nevel è il ragazzo più odiato d'America. Alla fine i tre ragazzi riusciranno nel loro intento, ma Nevel si caccerà di nuovo nei guai rovinando la sua carriera.

## Oh cavoli!
Titolo originale: iOMG
- Diretto da: Adam Weissman
- Scritto da: Dan Schneider

### Trama
Sam si comporta in modo strano, è più dolce e passa più tempo con Freddie e il suo amico Brad. Quel sabato Carly e i suoi amici, devono passare tutta la sera a scuola per dei progetti di scienze. Spencer passa una serata terribile, per colpa degli esperimenti di Carly e Gibby, Freddie e Brad provano un'applicazione, che dice l'umore delle persone e scoprono che Sam è innamorata. Carly e Freddie pensano che Sam è innamorata di Brad, così cercano in ogni modo di lasciarli da soli insieme, ma Sam si irrita, dicendo che lei non ha una cotta per Brad. Freddie va a parlare con Sam. Freddie le dice che cercavano solo di far stare Brad insieme a Sam, ma lei improvvisamente lo bacia facendogli capire che è innamorata di lui ma Carly vede tutto.

## iParty con Victorious
- Titolo originale: iParty With Victorious
- Diretto da: Steve Hoefer
- Scritto da: Dan Schneider

### Trama
Carly ha un nuovo ragazzo, Steven Carson, che le regala un braccialetto e le promette un bacio per festeggiare i 100 giorni di fidanzamento: a sua insaputa però Steven frequenta un'altra ragazza, Tori Vega, con cui ha lo stesso atteggiamento. A Los Angeles, nella scuola di Tori, quest'ultima viene fotografata con Steven: l'immagine finisce in rete, dove è scoperta per caso da Carly e Sam. Le ragazze, insieme a Gibby e Freddie, si fanno accompagnare da Spencer nella città di Tori (che Carly conosce avendo combattuto con lei un incontro di MMA): qui vengono truccate dalla ex di Spencer, per non farsi riconoscere. André, amico di Tori, ha indetto una festa a casa di Kenan Thompson con il gruppo che si imbuca: partecipano anche i compagni di scuola di Tori (tra cui Cat, che dopo aver perso la voce usa uno strumento elettronico per comunicare,Ma poi si libera cantando, e la sorella Trina che deve badare a due bambini) e il professor Sikowitz, che tenta di spaventare Beck (presente con la fidanzata Jade) per una recita. Nella confusione della festa, André cerca di fermare un uomo vestito da panda che sculaccia le persone con una racchetta da tennis: Robbie e Rex affrontano sfide di rap, Sinjin si cimenta con un videogioco di surf, Cat e Trina finiscono per smarrire i bambini. Carly trova Steven mentre fa le solite promesse a Tori, e decide così di avvisarla: la ragazza di Los Angeles, aiutata dal gruppo di Seattle, smaschera l'infedele Steven mandando il tutto in onda sullo show. A chiusura della festa, i due gruppi formano un duetto unendo le canzoni Leave It All To Me e Make It Shine.
Probabilmente questo episodio si svolge prima di Oh cavoli poiché il primo episodio della 5 stagione riguarda la faccenda del bacio tra Sam e Freddie, quindi si presuppone che Oh cavoli sia il vero finale di stagione.
- Guest star: Kenan Thompson (se stesso), cast di Victorious.